# ルーンファクトリー フロンティア
『ルーンファクトリー フロンティア』（英題：Rune Factory: Frontier）は、マーベラスエンターテイメントより2008年11月27日に発売されたWii用ゲームソフト。ジャンルはファンタジー生活ゲーム。開発はネバーランドカンパニー。キャッチコピーは、「ー 君と一緒に切り拓く　空と大地のフロンティア ー」。アメリカでは2009年3月17日、ヨーロッパでは2010年4月1日に発売された。

## 概要
「ルーンファクトリー」シリーズの通算3作目にして、シリーズ初となる据え置きゲーム機（Wii）向けタイトルである。ラグナやミストを始めとしたシリーズ第1作『ルーンファクトリー -新牧場物語-』（以下『1』）の主要キャラクターが新設定で登場し世界観も『1』と共通している実質的なリメイク作品ではあるが、今作においては生活の場を『1』の舞台であったカルディアの町から新たにトランルピア村へと移し、天空に浮遊する“くじら島”が主な冒険の舞台となりストーリーもゼークス帝国との戦いがメインの1とは完全に別物となっている。
基本的にニンテンドーDS版のシステムを継承しているが画面は3Dになり、全体的にWiiの機能を生かした作りとなっている。例えば、リモコンを振ることで攻撃や農作業を行なえ、ヌンチャクを振る事で扉をノックする事が可能。他にもヒロイン達との出会いはアニメーションで展開されたり、多くの台詞で音声が再生されると言った、据え置き機ならではの改良点がある。

## キャラクター
ラグナ（声：朴璐美）
ルーンファクトリー -新牧場物語-の主人公。今作においても主人公を務める。記憶を失っており、力尽きるところをミストに助けられた。その後はカルディアの町で畑を耕して暮らしていた（前作）が、突如失踪したミストを探し、トランルピア村にやってきた。その後、ミストの提案でほとんど成り行きでトランルピアで暮らす事になり、新しい目標を見つけ、農耕に勤しむ。優しくて、困った人を放っておけない性格だが、武器を手にモンスターと戦うアクティブな面も持つ。

### ヒロイン候補
『1』から引き続き登場のヒロインと本作からの新ヒロインが存在する。前作から登場のヒロインに関しては、ゲーム開始直後のミストと初めて会った時の選択肢によって主人公と顔見知りかどうかが分かれる。ミストと初対面になるような選択肢を選んでいた場合は他のヒロインとも初対面（或いは主人公が忘れている）と言う扱いになる。無論、そうでない場合は初めから知り合いと言う扱いになり、前作をプレイ済みのユーザーと未プレイのユーザーの両方に配慮された作りになっている。
ミスト（声：小清水亜美）
新たな地、トランルピアで生活をしている女の子。突如失踪した張本人。天然ボケな上に不思議ちゃん。本人に悪気は無いのだろうが真顔でキツイ一言を放つ事が多い。ラグナのことが気になっている。非常にカブが好きであり、前作以上にそれが強調されている。彼女が畑前に居る状態でカブを出荷するとラグナを涙目で睨んでくる。但し、カブの酢漬けは嫌い（酸っぱいからとの事）。また、ラグナに平然と自分の家の草刈りを強いたり、遠まわしに贈り物を要求する、ロゼッタを自覚無しに大根足呼ばわりするなど（やはり悪気は無いのだろうが）腹黒い一面も見せる。特に職に就いている様子は無い（ロゼッタ曰く「一日中ウロウロしているだけ」）が、物語途中から暇つぶしで荷物運びのアルバイトを始める。一番好きな物は前作と同じく金剛花であるが、やはり育てるのは困難。
本人に自覚はないがキャンディやエリスを凌駕するほどの精霊歌の使い手で、無意識に精霊と対話することができる。その能力に目をつけたジェルバインに誘拐された。
アネット（声：阿澄佳奈）
ゆうびん配達員。毎朝元気よく郵便配達をしている。配達中にモンスターによく絡まれる。本人はいじめられていると思っているのだが、本当の理由は違うようだ。小さい体に大きな郵便鞄がトレードマーク。仕事の後はエリックの家で食事を取っている事もある。好物はカボチャのタルト。配達終了時の独り言で毎回自分の好きな物を挙げている。
ドロップ（声：田中理恵）
祖父、妹とともにやってきた無口な女の子。代々学者の家系で、特に彼女は幼い頃からひときわ才能を発揮していた。ただし、何でもこなせるのに辟易して今では何事にも無気力、無感情になってしまった。
趣味は釣りと天体観測で、趣味の話題になると口数が多くなる。好きな物、と言うより欲しい物は魔力の結晶（研究に使う為）。
セルフィ（声：折笠富美子）
図書館に住み着く本の虫。新しい本を買う資金にするためにいらない本を売っているという噂もある。どうやら移住して来た訳ではなく、何処からか逃げて来たようで、居心地の良い図書館へ住み着いてしまう。気がつくと平気で何日も食べなかったり、寝なかったりするのでいつも周り（特にラピス）に心配をかけさせている。また、極度の出不精で、太陽の光を浴びて立ちくらみすることも。序盤、本人の発言から本名は「セルフィアス・ジョセフィーヌ」。その身なりや言動から、元は高貴な生まれと思われる。好きな物は「本を読みながら食べられる」という事でサンドイッチ。
ロゼッタ（声：鹿野優以）
ミストの幼なじみで、雑貨屋の娘。当初は実家からトランルピア村へ出荷箱の回収に来ていたが、父の不甲斐無さに怒り、実家から独立してトランルピア村で雑貨屋を営むようになる。言葉の端々にきつい言葉が混ざることがあるが、基本的には素直で優しい性格。なぜかミストをライバル視する。『1』と同じくヒロイン候補として登場。好物は前作と同じく焼き芋や焼きとうもろこし。ゲーム設定上の大好物はチェリーパイだが、焼き芋の方が嬉しそうな反応をする。ホットミルクは好きだが普通のミルクは嫌い。『1』同様、出荷箱の回収に来るが、今作は入れておいたアイテムによってイベントが発生する場合がある。特に彼女の大好物の焼きイモに関してはその場で食べられてしまう。
ラピス（声：相沢舞）
カルディアからトランルピアの教会に移り住んだ、村のナース兼シスター。心配性が過ぎるところが玉に瑕。甘党であり、甘いお菓子が好き。特に好きな物はチョコレートケーキ。『1』と同じくヒロイン候補として登場。ラグナが力尽きると教会に運ばれ、彼女に怒られる事になる（好感度も下がる）。
メロディ（声：神田朱未）
カルディアの町で温泉を営んでいた少女。魔女になりたくて、魔法使いの格好をしている。くじら島でラグナと一緒に温泉を発掘し以後、トランルピアの村で温泉屋を開く。明るく、元気だが天涯孤独の身で本当は寂しがり屋。『1』と同じくヒロイン候補として登場。好きな物は前作ではリラックス茶の葉だったが、今回はリラックスティー。その材料となる草も好き。
彼女の家に届く手紙は『1』に登場した人々からのものである。
エリス(白)（声：野川さくら）
『くじら島』に住んでいる謎の少女。精霊と歌を通じて心を通わせる事が出来る。とある事情で昼夜逆転の生活を送っており、昼に尋ねても寝ていて会話はできない。花が大好きで、部屋の中と外でたくさんの花を育てているらしい。絵を描くのが好きだが、ものすごくヘタで、何を描いているか本人以外に理解出来ない。
地上に残った吸血種族の最後の生き残りなので、精霊を使役できる精霊歌の優秀な使い手である。そのため、地下にいたエリス(黒)と同時に精霊歌を歌うことで地上と地下のルーニーの均衡を保っていたが、ジェルバインの介入によってエリス(白)が精霊歌を歌うのをやめてしまったため、ルーニーのバランスが崩れ始めることとなった。
吸血種族らしく好物はトマトジュースで嫌いなものはニンニク。また、花全般も好き。
エリス(黒)（声：佐藤利奈）
白いエリスと同様に歌を通じて精霊と心を通じる力を持っている。ジェルバインの計画に利用され、ゆきくさの遺跡の地下に幽閉されていた。
魔法によって洗脳されており、ジェルバインの命令でラグナに襲いかかったが、救出されて正気を取り戻した。
正体はエリス(白)が長い孤独故に感じた寂しさがきっかけとなって生まれたエリス(白)の分身。同一人物故にエリス(白)と同等の精霊歌の使役能力を有しており、ジェルバインに洗脳された際はその能力でルーニーを地下に集める装置にされていた。
展開次第ではエリスが一人に戻る際、こちら側の人格に統一される。
うづき（声：沢城みゆき）
ある目的で東の国からやってきた武家の娘。優秀な薙刀の使い手だが、気が弱く、モンスターはおろか、虫が出てきただけでびびってしまう。じいのつぶてが口うるさいのが目下の悩み。ターナーの計らいで、うづきが泊まっている部屋は彼女の故郷の雰囲気（要するに和風）を模した内装となっている。好物は金のかんざし。魚介類全般も好き。野菜は嫌い。
ビアンカ・エラルコ・ヴィヴィアージュ（声：有島モユ）
カルディアの町の富豪の娘で、避暑にトランルピアに訪れたお嬢様。自分勝手で我が儘だが、本当は優しい性格。田舎であるトランルピアでの生活に退屈している。『1』と同じくヒロイン候補として登場。彼女とタバサがトランルピアにいるのは夏の間だけだが、あるイベントを起こすと他の季節も滞在するようになる。相変わらず好きな物は無いが、一日一回話しかけるだけで好感度は上がっていく。貧乏くさいと言う理由でおにぎりなどが嫌い。
タバサ（声：佐藤朱）
遥か遠くにあるエルフの国から留学しに来ており、ビアンカのメイドになった。慈愛にあふれる人物で、モンスターにも分け隔てない愛情を注いでいる。
ビアンカにもただひとり信頼されるメイドとなっており、一緒にトランルピアへ同行する。『1』と同じくヒロイン候補として登場。好きな物は前作はおかゆだったが、今回は牛乳がゆ。
ユーニ（声：植田佳奈）
甘いものが好きな心優しい宿屋の娘。父親譲りのそのぽっちゃりした体型が悩み。ラブ度が一定以上に達すると、ダイエットを決意する事があり、主人公の返答次第でスレンダーな体型になる。ダイエット成功までは水着を着て海に行く事は無い。但し、これは結婚条件とは関係無い。好物はモンブラン。しかしダイエット中に（モンブラン含む）甘い物を渡すと好感度が下がる。
ダイエット決意後はうづきの影響を受けたのか一緒に薙刀の稽古をやっている。

### 村の人々
ダニー（声：金光祥浩）
村に最初からある雑貨屋の主人。商売に関しては素人で、品揃えが悪いうえに愛想が悪いのであまり評判は良くない。しかし村には雑貨屋が一軒しか無いのでそれでも経営は成り立っていた。雑貨屋を営んでいるのは故郷の家族の為らしい。ロゼッタが店を構えてからは経営態度の悪さが浮き彫りになり、客足が途絶えてしまう。一時はロゼッタに言い掛かりを付けたり、店を畳んで故郷に帰ろうと考える事もあるが、後にロゼッタの店の従業員として真面目に働き始める。ロゼッタが父の看病の為に帰郷した時は彼女の代わりに回収の役目も担う。
エリック（声：三浦祥朗）
ラグナの家の隣で、農場を営む。最近引っ越してきたラグナに畑の耕し方を手とり足とり教えてくれたり、モンスターの餌を売ってくれる、気さくなお兄さん。自分も若いのだがラグナを「若者」と呼ぶ。困ったことがあれば、すぐに相談にのってくれる優しい人柄。
キャンディ（声：今野宏美）
ドロップの妹。ルーニーと心を通わせることができる精霊歌の歌い手でルーニーを使ったルーンワンダーの発生やルーンストーンの精製ができる。
ステラ（声：斉藤貴美子）
トランルピア村の村長的存在。村に辿り着いたラグナに空家を貸し与える。『1』に登場したホワイト神父とは同じ教会に仕えていた事があり、その縁でラピスがトランルピアにやって来る事になった。
カンロ（声：増谷康紀）
ドロップとキャンディの祖父。研究のために村に孫を呼ぶ。都合が悪いと腰痛のせいにして誤魔化したりする。
古代魔法を専門に研究する学者で、一般人には解読できない古代文字などを読むことができる。
つぶて（声：川津泰彦）
うづきの従者で、何かと口うるさい蝉のモンスター。うづきの父親に敗れて以来うづきに使えるようになったらしい。時々過激な発言（すぐ側にいるラグナに直接矢文を撃ち込もうとするなど）をしてうづきに諫められている。
リタ（声：池田千草）
ユーニの母で酒場の女主人。肝の座った豪快な性格の女性で、亭主のターナーを尻に敷いている。
酒癖の悪い亭主を叱っている事も多いが、実は村一番の酒豪。
ガネーシャ（声：鹿野潤）
鍛冶屋の女主人。昔ドワーフに弟子入りしていて、その繊細な仕事は村の外からも注文が来るほど。
ワーグナー（声：三浦祥朗）
シナリオをある程度進行させると村に移住してくる謎の男。ラグナの過去を知っているらしく、一方的に敵視している。何かと嫌味と憎まれ口を叩き、嫌がらせを繰り返すがそれはラグナに対してだけであり、意外にも村の人々からの評判は悪くない。
最後までイベントを進めるとラグナに一騎討ちを挑んで来るイベントが発生する。勝利するとラグナと和解し村を去るが、代わりに毎年収穫祭の日にカボチャ頭をかぶった「声のでかい男」が村を訪れるようになる。
因みにルーンファクトリーシリーズとしては初の「対人戦闘」である（ジェルバインも人間だが、あちらはモンスターと融合して異形の姿に変異している）。
ターナー（声：川津康彦）
宿屋の主人で、リタの夫。かなり酒癖が悪く、リタによく怒られる。
マルコ（声：菅沼久義）
冒険者に憧れている、ガネーシャの息子。たびたび母親とけんかをして家出するが、夕方になると帰ってくる。遺跡や、くじら島で冒険をしているラグナをうらやましがっている。どうやらキャンディに淡い思いを抱いているようだ。
ルート（声：岡本寛志）
女性のような中性的な顔立ちの男性。画家の卵だが絵だけでは食べていけないので、町で仕入れたものを売って生計を立てている。エリックやダニーとは友人だが、初対面の際にエリックに女性と間違えられてナンパされたらしい。
特徴的な京都弁を喋る。
クロス（声：金光祥浩）
影が薄く、村に長いこと住んでるにもかかわらず、名前を覚えている人がほとんどいないのはおろか、お化けと間違われたりもする。影のある影の薄い人。何か理由があってわざと影を薄くしているらしい。
見た目とは裏腹に大工仕事が得意で、主人公の家を増築してくれる。
ローランド（声：増谷康紀）
温泉好きの貴族。家督を息子に譲ってメロディの温泉に通い、のんびりと余生を過ごしている。たまに入浴後に飲み物をくれることも。飲み物をくれた後に心理テストのような質問をしてくる。
ミネルバ（声：小松里歌）
タバサの妹。生意気だが、竹を割ったようなまっすぐな性格。何か重大な目的があって村にやってきた。味音痴らしく、失敗作の料理で喜ぶ。タバサのラブ度を一定まで上げると登場し、トランルピアに住むようになる。イベントを最後まで進めると故郷に帰ってしまうが、特定の祭日にのみ遊びに来る。

### 敵勢力
ジェルバイン（声：金光祥浩）
魔導科学の研究者。ルーンのエネルギーを兵器に転用する研究を行っていたが、研究の内容を異端とされて所属していた研究施設を追われた。
自らの研究の価値を否定した世界を激しく憎んでおり、異次元に封印された魔法生物の「無限にルーンを吸収し続ける」能力を利用して世界を破滅に導こうと画策した。
地上にいたエリス（白）には穏和に接していたようだがそれは冷酷な本性をカモフラージュしていたためであり、洗脳して操っていたエリス（黒）やミストのことをルーニー回収のためのただの「道具」としてしか見ていないような発言をしている。
ミストを利用して集めたルーニーを利用して次元の扉をこじ開け、そこに封印されていた魔法生物と融合してケンタウロスのような異形の姿へと変貌してラグナと対峙する。最初は集めたルーンを吸収して無限に再生し続ける脅威的な能力でラグナを追いつめるものの、ミストが自我を取り戻したことによって形勢が逆転、融合していた魔法生物と切り離されて敗北した。

## 新要素
ルーニー
「ルーニー」とは自然を司る精霊の集まりであり、彼らを大地に宿す事で自然の恵みを得られるようになる。ルーニーには強弱関係があり、強い者が弱い者を捕食してしまうため、配置をよく考る必要がある。彼らを利用すれば、より効率の良い農作業が可能となる。

## スタッフ
- 原作・プロデューサー：はしもとよしふみ
- シリーズディレクター：宮田正英
- ディレクター：下山文雄
- 開発：ネバーランドカンパニー

## 主題歌
主題歌「The Sweetest Time」
- 歌：内藤響子 / 作詞・作曲・編曲：中塚武

挿入歌「信頼の歌」
- 歌：今野宏美 / 作詞：中瀬ひな / 作曲：森田朋子